# 阿赫劳拉
阿赫劳拉（Ahraura），是印度北方邦Mirzapur县的一个城镇。总人口23142（2001年）。

## 人口
该地2001年总人口23142人，其中男性12073人，女性11069人；0—6岁人口4185人，其中男2119人，女2066人；识字率51.94%，其中男性为62.88%，女性为40.01%。